# Притулок на Околе
Притулок на Околе ― неіснуючий притулок, який був розташований на перевалі Околе.

## Історія
Збудовано за часів Австро-Угорщини, у 80- х рр. XIX ст. силами лісівників з ініціативи Угорського карпатського товариства MKE-UKV (Ungarischer Karpathenverein, Magyarországi Kárpát-egyesület). 
Особливістю притулку була 3-поверхова оглядова вежа. Приймав туристів у літній період. Будинок перекрито дранкою. Однак будинок встановили не на самому перевалі, а вище ― біля витоків Тиси.
За спогадами Валерія Ґьотеля (Walery Goetel), у 1908 р. там були прості лежаки з сіном та піч, двері та вікна щільно замикались.
За спогадами Роберта Восики 1929 р. (Robert Vosyka): 
```
На трав'яній сідловині стоїть гарна хатина з вежею та верандою, оббита сінделем (
ґонт
). Знаходиться у володінні державної лісової служби, яка віддала одну з кімнат на потреби туристів. З таким питанням ми звернулися до господині притулка, але мадярка нас не пустила, хоча вже був вечір.
```

Згода використання однієї кімнати для туристів збереглась і за часів Чехословаччини в особі Рахівського відділу Клубу чехословацьких туристів (KČST). В 1926-1939 рр. туристичне призначення в будинку було закріплено згідно туристичної конвенції від 30.05.1925 р.